# 신현실주의
신현실주의(新現實主義, 영어: neorealism) 또는 구조적 현실주의(構造的現實主義, 영어: structural realism)는 케네스 왈츠가 1979년에 발표한 저서 Theory of International Politics에 등장하는 용어이다. 신자유주의와 함께 신현실주의는 국제관계에 있어 가장 영향력 있는 이론으로 손꼽히는데 두 관점은 1980년대 외교학을 지배하는 관점으로 손꼽힌다. 신현실주의는 정치과학에 관련된 북아메리카 국가들의 외교원칙에서 촉발하였으며, E. H 카가 주장한 전통적 현실주의의 도래를 다시 일으켰다. 현실주의자들은 일반적으로 권력 혹은 국제 관계에서의 힘이 외교관계에서 가장 중요한 요인이라 주장한다.
신현실주의는 방어적 현실주의와 공격적 현실주의로 나뉜다.

## 기원
20세기의 주요 정치학자인 한스 모건소의 저서에서 신현실주의가 출발하였는데, 고전적 현실주의란 원론적으로 국제정치의 역학이 인간의 본성에 기초하며 따라서 세계 지도자들의 자아와 감정에 좌우한다고 보았다. 신현실주의 정치학자들은 대신 이기주의 혹은 동기가 부여된 의도가 국제관계의 핵심임을 가정한다. 케네트 월츠가 이에 대하여 저서 Man, the State, and War에 쓰인 바 있다.

## 이론
신현실주의는 국제적 구조란 국가가 공통된 정부를 갖지 않는다는 개념(Anarchy)에 입각하며 한편으론 국제 구조상 몇몇 강대국의 숫자에 따라 힘이 분할된다고 본다. 이때의 분할이란 한 국가가 모든 힘을 갖고 있음을 말하며 즉, 공식적인 중앙권력이 국제 관계에서 존재하지 않음 혹은 형식적으로나마 국제 구조상 모든 주권국가가 균일한 힘을 갖고 있음을 말한다. 이러한 서술은 각국이 자국의 이익을 자구하게 되어 있으며 다른 국가의 이득에 굴종하지 않음을 일컫는다.
각 국가들은 최소한 어떠한 목적에도 관계 없이 생존을 명확히 하는 것을 목표로 여기게 되어 있다. 생존에 대한 갈급함은 여러 정책 혹은 외교관계 등에 영향을 미치는 주요한 요소이며 그 대신 각국 정부는 타국의 간섭에 맞서기 위해서라도 군력을 증강하게 된다. 어떤 국가라도 제3국이 언제, 어떻게 침략할 지 알 수 없기 때문에 신뢰가 떨어지는데 때문에 각국이 상대적 전력을 잃지 않기 위해서라도 자가 생존을 위해 노력하게 된다는 것이다. 불확실성에 기초한 신뢰의 부족은 안보 딜레마라 불린다.
국가는 필요 수준에 있어서는 비슷하지만 그 수요를 충당하는 능력에는 차이가 있다. 능력 차이에 따른 여러 위치적 차이 등이 해당 능력의 분배에 영향을 끼친다. 그러나 이는 각국의 협력 여부에 제한적 요소가 되는데 제3국에 지나친 의존성을 갖게 되거나, 상대적 이득을 제3국이 얻을 수 있다는 의구심이 국가 간에 생기기 때문이다. 각국의 권력을 최대화하기 위한 욕구나 능력의 차이가 서로의 활동 반경에 제한을 주게 되며 이것이 국제관계의 재균형을 이루게 된다고 본다. 국제관계에서 균형을 맞춰가는 데는 두 방식이 있다. 내적 그리고 외적 균형으로 나뉘는데 내적 균형이란 국가가 스스로 경제력을 키우거나 군력을 증강하는 것을 일컫는 반면 외적 균형이란 더 강한 국가 혹은 연합체와 연맹함으로써 강화된다.

## 같이 보기
- 국제관계론
- 중상주의
- 현실정치

## 참고 문헌
- Humphreys, Adam R. C. (2012). “Another Waltz? Methodological Rhetoric and Practice in Theory of International Politics”. 《International Relations》 26 (4): 389–408. doi:10.1177/0047117812466817.
- Mearsheimer, John J. (1994). “The False Promise of International Institutions” (PDF). 《International Security》 19 (3): 5–49. doi:10.2307/2539078. 2015년 2월 26일에 원본 문서 (PDF)에서 보존된 문서. 2015년 1월 13일에 확인함.
- ——— (2001). 《The Tragedy of Great Power Politics》. New York, NY: Norton. ISBN 0-393-02025-8.
- Powell, Robert (1994). “Anarchy in International Relations Theory: The Neorealist-Neoliberal Debate”. 《International Organization》 48 (2): 313–344. doi:10.1017/s0020818300028204. 2021년 11월 16일에 원본 문서에서 보존된 문서. 2015년 1월 13일에 확인함.
- Russett, Bruce (1993). 《Grasping Democratic Peace》 (PDF). Princeton, NJ: 프린스턴대학교. ISBN 0-691-03346-3. [깨진 링크(과거 내용 찾기)]
- Sagan, Scott (2004). 〈Realist Perspectives on Ethical Norms and Weapons of Mass Destruction〉 (PDF). 《In Sohail Hashmi and Steven Lee, eds., Ethics and weapons of Mass Destruction: Religious and Secular Perspectives》. New York, NY: Cambridge University Press. 73–95쪽. ISBN 978-0-521-83671-5. 2007년 6월 11일에 원본 문서 (PDF)에서 보존된 문서. 2015년 1월 13일에 확인함.
- Waltz, Kenneth (1979). 《Theory of International Politics》. Reading, MA: Addison-Wesley. ISBN 0-201-08349-3.
- ——— (2001). “Structural Realism after the Cold War” (PDF). 《International Security》 25 (1): 5–41. doi:10.1162/016228800560372. 2013년 9월 25일에 원본 문서 (PDF)에서 보존된 문서. 2013년 4월 17일에 확인함.
- Pashakhanlou, Arash Heydarian (2014). “Waltz, Mearsheimer and the Post-Cold War World: The Rise of America and the Fall of Structural Realism”. 《International Politics》 51 (3): 295–315. doi:10.1057/ip.2014.16.